# Волоконовский район
Волоконовский район — административно-территориальная единица (район) и муниципальное образование (муниципальный район) в Белгородской области России.
Административный центр — пгт Волоконовка.

## География
Волоконовский район расположен на юге Белгородской области, граничит с Новооскольским, Красногвардейским, Валуйским и Шебекинским районами области, а также с Чугуевским районом Харьковской области Украины. Территория района — 1287,7 км².
Центром Волоконовского района является поселок городского типа Волоконовка. Расстояние от Белгорода до Волоконовки по железной дороге — 273 км, по автодороге — 111 км. Площадь территории района составляет 1287,7 квадратных километров.
В состав Волоконовского района включены два городских поселения (посёлок Волоконовка и посёлок Пятницкое) и 12 сельских поселений: Борисовское, Волчье-Александровское, Голофеевское, Грушевское, Погромское, Покровское, Репьёвское, Староивановское, Тишанское, Фощеватовское, Шидловское и Ютановское.
В физико-географическом отношении Волоконовский район находится на южном склоне Среднерусской возвышенности в бассейне реки Дона в лесостепной зоне на всхолмленной приподнятой равнине. Наивысшая точка находится на северо-востоке у границы с Красногвардейским районом и составляет 231,2 м над уровнем Балтийского моря. Самая низкая точка находится в долине реки Оскол на юге на границе с Валуйским районом и составляет около 87 м над уровнем моря.
В геоморфологическом отношении поверхность территории Волоконовского района представляет собой сильнорасчленённую всхолмленную равнину с развитой овражно-балочной сетью и оползневыми процессами.
На две почти равные части Волоконовский район делит, протекающая с севера на юг, его главная водная артерия — река Оскол. Из сравнительно крупных рек можно также выделить, берущие начало на территории Волоконовского района, реки Волчья (с притоком Плотва), протекающую в направлении на юго-запад и впадающую в Северский Донец, и Тихая Сосна, протекающую в восточном направлении и впадающую в Дон. Западная часть района имеет общий наклон территории на запад и юго-запад, центральная часть имеет уклон в сторону реки Оскол, а восточная часть района имеет преимущественный уклон на восток.
Большая часть территории Волоконовского района занята пашней. Крупнейшие лесные массивы приурочены главным образом к долине реки Оскол и представляют собой дубравы и сосновые боры.

## История
Район образован в 1928 году. До 1954 года район находился в составе Курской области, а с 1954 года — в составе Белгородской области.
В 1731 году на реке Осколе была основана слобода Волоконовка, название которой связано с князьями Волконскими, которым она первоначально принадлежала. Затем слобода перешла к дворянам Синельниковым, одним из которых был сподвижник князя Потёмкина генерал-майор Иван Максимович Синельников, основатель города Екатеринослава и первый губернатор Екатеринославского наместничества.
Волоконовка входила в состав Бирюченского уезда Воронежской губернии, в составе которой была в июне 1928 года включена в состав Центрально-Чернозёмной области (ЦЧО), где был образован Волоконовский район. После раздела в 1934 году Центрально-Чернозёмной области Волоконовский район был отнесён к Курской области, из состава которой 6 января 1954 года передан в новообразованную Белгородскую область.
В 1961 году село Волоконовка получило статус посёлка городского типа, с 12 января 1964 года район имеет свои современные границы.

## Население
| 1959    | 1970    | 1979    | 1989    | 2002    | 2009    | 2010    | 2011    | 2012    |
| ------- | ------- | ------- | ------- | ------- | ------- | ------- | ------- | ------- |
| 48 531  | ↘45 900 | ↘39 490 | ↘36 598 | ↘35 616 | ↘33 287 | ↘32 769 | ↘32 651 | ↘32 204 |
| 2013    | 2014    | 2015    | 2016    | 2017    | 2018    | 2019    | 2020    | 2021    |
| ↘31 793 | ↘31 614 | ↘31 382 | ↘31 130 | ↘30 640 | ↘30 182 | ↘29 674 | ↘29 278 | ↘29 276 |

### Национальный состав
По итогам переписи населения 2020 года проживали следующие национальности (национальности менее 0,1 % и другое, см. в сноске к строке «Другие»):
| Национальность   | Численность, чел. | Доля     |
| ---------------- | ----------------- | -------- |
| Русские          | 25 560            | 87,31 %  |
| Азербайджанцы    | 217               | 0,74 %   |
| Украинцы         | 171               | 0,58 %   |
| Армяне           | 143               | 0,49 %   |
| Турки-месхетинцы | 96                | 0,33 %   |
| Цыгане           | 78                | 0,27 %   |
| Другие           | 3011              | 10,28 %  |
| Итого            | 29 276            | 100,00 % |

## Административное устройство
В Волоконовский район как муниципальное образование со статусом муниципального района входят 14 муниципальных образований, в том числе 2 городских и 12 сельских поселений:
| №  | Муниципальное образование                 | Административный центр    | Количество населённых пунктов | Население | Площадь, км2 |
| -- | ----------------------------------------- | ------------------------- | ----------------------------- | --------- | ------------ |
| 1  | городское поселение посёлок Волоконовка   | пгт Волоконовка           | 1                             | 10 426    | 83,78        |
| 2  | городское поселение посёлок Пятницкое     | пгт Пятницкое             | 2                             | 4284      | 41,28        |
| 3  | Борисовское сельское поселение            | село Борисовка            | 3                             | 758       | 65,29        |
| 4  | Волчье-Александровское сельское поселение | село Волчья Александровка | 7                             | 1069      | 69,13        |
| 5  | Голофеевское сельское поселение           | село Голофеевка           | 6                             | 676       | 57,12        |
| 6  | Грушевское сельское поселение             | село Грушевка             | 8                             | 1294      | 106,00       |
| 7  | Погромское сельское поселение             | село Погромец             | 5                             | 1176      | 109,67       |
| 8  | Покровское сельское поселение             | село Покровка             | 7                             | 1466      | 116,87       |
| 9  | Репьевское сельское поселение             | село Репьевка             | 4                             | 518       | 82,37        |
| 10 | Староивановское сельское поселение        | село Староивановка        | 9                             | 2395      | 161,25       |
| 11 | Тишанское сельское поселение              | село Тишанка              | 9                             | 1091      | 85,66        |
| 12 | Фощеватовское сельское поселение          | село Фощеватово           | 2                             | 1024      | 86,05        |
| 13 | Шидловское сельское поселение             | село Шидловка             | 9                             | 586       | 56,43        |
| 14 | Ютановское сельское поселение             | село Ютановка             | 10                            | 2513      | 166,76       |

### Населённые пункты
В Волоконовском районе 82 населённых пункта.
В сносках к названию населённого пункта указана муниципально-территориальная принадлежность

| Волоконовка          | ↗10 426 |
| Пятницкое            | ↗4160   |
| Фощеватово           | ↘1225   |
| Староивановка        | ↗1117   |
| Погромец             | ↘952    |
| Покровка             | ↘915    |
| Волчья Александровка | ↘896    |
| Ютановка             | ↗870    |
| Борисовка            | ↘673    |
| Нижние Лубянки       | ↗619    |
| Грушевка             | ↘574    |
| Афоньевка            | ↘481    |
| Тишанка              | ↘467    |
| Успенка              | ↘418    |
| Новорождественка     | ↗396    |
| Осколище             | ↘369    |
| Голофеевка           | ↘342    |
| Шидловка             | ↘321    |
| Чапельное            | ↘305    |
| Новое                | ↘281    |
| Шаховка              | ↗275    |
| Малиново             | ↘268    |
| Верхние Лубянки      | ↘264    |
| Коровино             | ↘257    |
| Коновалово           | ↘236    |
| Красная Нива         | ↘227    |
| Репьевка             | ↘211    |
| Средние Лубянки      | ↘211    |

| Старосельцево    | ↘190 |
| Красное Городище | ↗175 |
| Новоивановка     | ↘171 |
| Лутовиново       | ↘162 |
| Столбище         | ↘145 |
| Шеншиновка       | ↘145 |
| Новый            | ↘144 |
| Щепкин           | ↘133 |
| Козловка         | ↗124 |
| Ветчининово      | ↘123 |
| Александровка    | ↘117 |
| Екатериновка     | ↘113 |
| Давыдкин         | ↘108 |
| Плотвянка        | ↘104 |
| Старый           | ↘90  |
| Лазурное         | ↘85  |
| Верхнеяблоново   | ↘83  |
| Волчий-Первый    | ↗82  |
| Плотовка         | ↘81  |
| Хуторище         | ↘80  |
| Алексеевка       | ↘79  |
| Бочанка          | ↘79  |
| Владимировка     | ↘72  |
| Ульяновка        | ↘66  |
| Плоское          | ↘64  |
| Зелёный Клин     | ↘62  |
| Красный Пахарь   | ↘62  |
| Волчий-Второй    | ↘60  |

| Нина              | ↘60 |
| Новая Долина      | ↘50 |
| Криничное         | ↘42 |
| Новоалександровка | ↘37 |
| Верный            | ↗36 |
| Новодевичий       | ↘35 |
| Киселев           | ↘31 |
| Толмачев          | ↘26 |
| Олейницкий        | ↘25 |
| Красивый          | ↘19 |
| Ольхов            | ↘18 |
| Отрадное          | ↘17 |
| Евдокимов         | →16 |
| Одинцов           | ↘13 |
| Абалмасов         | ↘11 |
| Гаевка            | ↘11 |
| Григорьевка       | ↘10 |
| Пыточный          | ↘9  |
| Рай               | ↘8  |
| Орлиное           | ↗5  |
| Плотва            | →5  |
| Первомайский      | ↘2  |
| Благодатный       | →0  |
| Грушевский        | ↘0  |
| Гусев             | ↘0  |
| Заяровка          | ↘0  |

## Местное самоуправление
Глава района — Бикетов Сергей Иванович

## Экономика
Одним из градообразующих предприятий является Волоконовский ремонтно-механический завод.
Основное направление деятельности завода:
- выпуск прицепной техники для сельскохозяйственного производства под торговой маркой VOL;
- изготовление металлоконструкций для строительства и реконструкции зданий и сооружений сельскохозяйственного назначения, для мостостроения и дорожного строительства, объектов городской и сельской инфраструктуры;
- сервисное обслуживание продукции Волоконовского РМЗ и другой сельхозтехники;
- изготовление и капитальный ремонт деталей и узлов;
- изготовление оборудования для сахарной промышленности

Объём отгруженных товаров собственного производства, выполнено работ и услуг собственными силами по обрабатывающим производствам за 2010 год — 5,78 млрд руб.

## Достопримечательности
По предположению историков именно на территории села Ютановки около десяти веков назад находился древний город Арса — столица Арсании. По тем временам это был большой промышленный город, жителей которого можно считать родоначальниками металлургии. Раскопки в Ютановке проводились с 1982 года подростково-краеведческой группой «Алан» под руководством А. Г. Николаенко.
Сейчас раскопки в этом селе приостановлены, найденные следы металлургического и гончарного производства законсервированы.
Часть экспонатов хранятся в Волоконовском краеведческом музее. Администрация Волоконовского района в 2010 году приступила к подготовке проекта строительства музея в селе Ютановка под условным пока названием «История металлургии Белгородской области».